# Insulele Åland

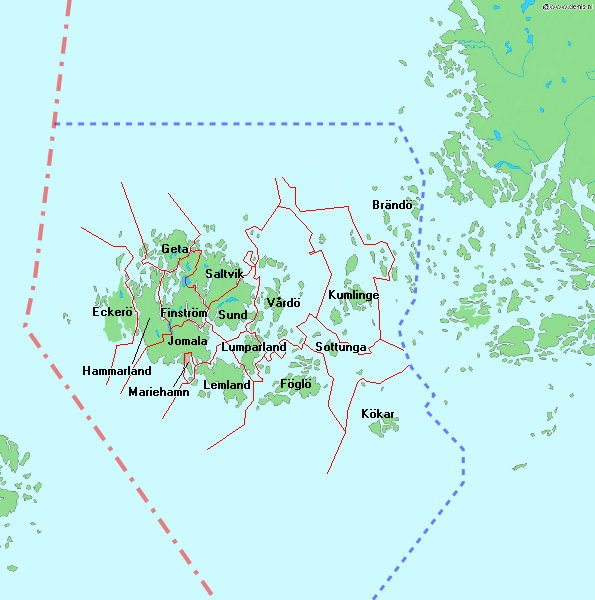
Comunele din Åland

Insulele Åland (pronunțat [ˈoːland]; în finlandeză Ahvenanmaa) sunt o provincie autonomă și demiliarizată din sud-vestul Finlandei. Insulele au o suprafață totală de 6.784 km². Limba oficială este suedeza,capitala este în Mariehamn (finlandeză Maarianhamina) și este parte a zonei Euro și a Uniunii Europene împreună cu Finlanda.
Insulele Åland sunt un centru regional de turism prin piața sa fără vamă. Ele sunt situate la intrarea în Golful Botnic, centrate gravitațional la aproximativ 40 de km de coasta Suediei și la 25 de km față de coasta Finlandei. Este vorba, de fapt, de un întreg arhipelag, egal depărtat de Stockholm și de Turku, dar întins pe aproape o treime din această distanță, ocupând mai tot accesul în Golful Botnic.
Statutul autonom al Åland înseamnă că puterile provinciale, care sunt de obicei exercitate de reprezentanții guvernului central finlandez, sunt în mare parte exercitate de propriul său guvern. Poziția actuală demilitarizată și neutră a Åland datează din Tratatul de Pace de la Paris, după Războiul Åland din anii 1850.
Numele insulei este faimos și pentru că mai toate clasificările alfabetice profită de ortografia alternativă  Aaland  (cu doi de a la început). Pentru limbile daneză, suedeză și norvegiană "å" se poate „europeniza” ca și „aa”.
Pe acest arhipelag a fost descris în anii 1960 un nou sindrom, Sindromul oftalmic al insulelor Aaland (SOIA) - Aaland Island Eye Disease (AIED).

## Convenția Åland
Convenția Åland se referă la două convenții privind demilitarizarea și neutralizarea insulelor Åland.
- Convenția Åland din 1856 a fost semnată pe 30 martie 1856, după înfrângerea Rusiei în războiul Crimeii împotriva Regatului Unit și Franței, în urma Războiului Åland. Rusia a fost de acord să nu militarizeze Insulele Åland, ceea ce a fost confirmat prin Tratatul de la Paris (1856).

Cu toate acestea, rușii au militarizat insulele în 1916, o mișcare care i-a alarmat pe suedezi.
- Convenția Åland din 1921 a fost semnată pe 20 octombrie 1921 de Suedia, Finlanda, Germania, Regatul Unit, Franța, Italia, Danemarca, Polonia, Estonia și Letonia.

## Municipalități
Åland are 16 municipalități. Peste 40% din locuitori locuiesc în capitală.
- Mariehamn
  - Populație: 11,888
- Jomala
  - Populație: 5,768
- Finström
  - Populație: 2,637
- Lemland
  - Populație: 2,140
- Saltvik
  - Populație: 1,775
- Hammarland
  - Populație: 1,647
- Sund
  - Populație: 1,007
- Eckerö
  - Populație: 952
- Föglö
  - Populație: 510
- Geta
  - Populație: 516
- Vårdö
  - Populație: 467
- Brändö
  - Populație: 445
- Lumparland
  - Populație: 364
- Kumlinge
  - Populație: 277
- Kökar
  - Populație: 226
- Sottunga
  - Populație: 115

Populație la data de 31 octombrie 2024.